# Jan Pachoński

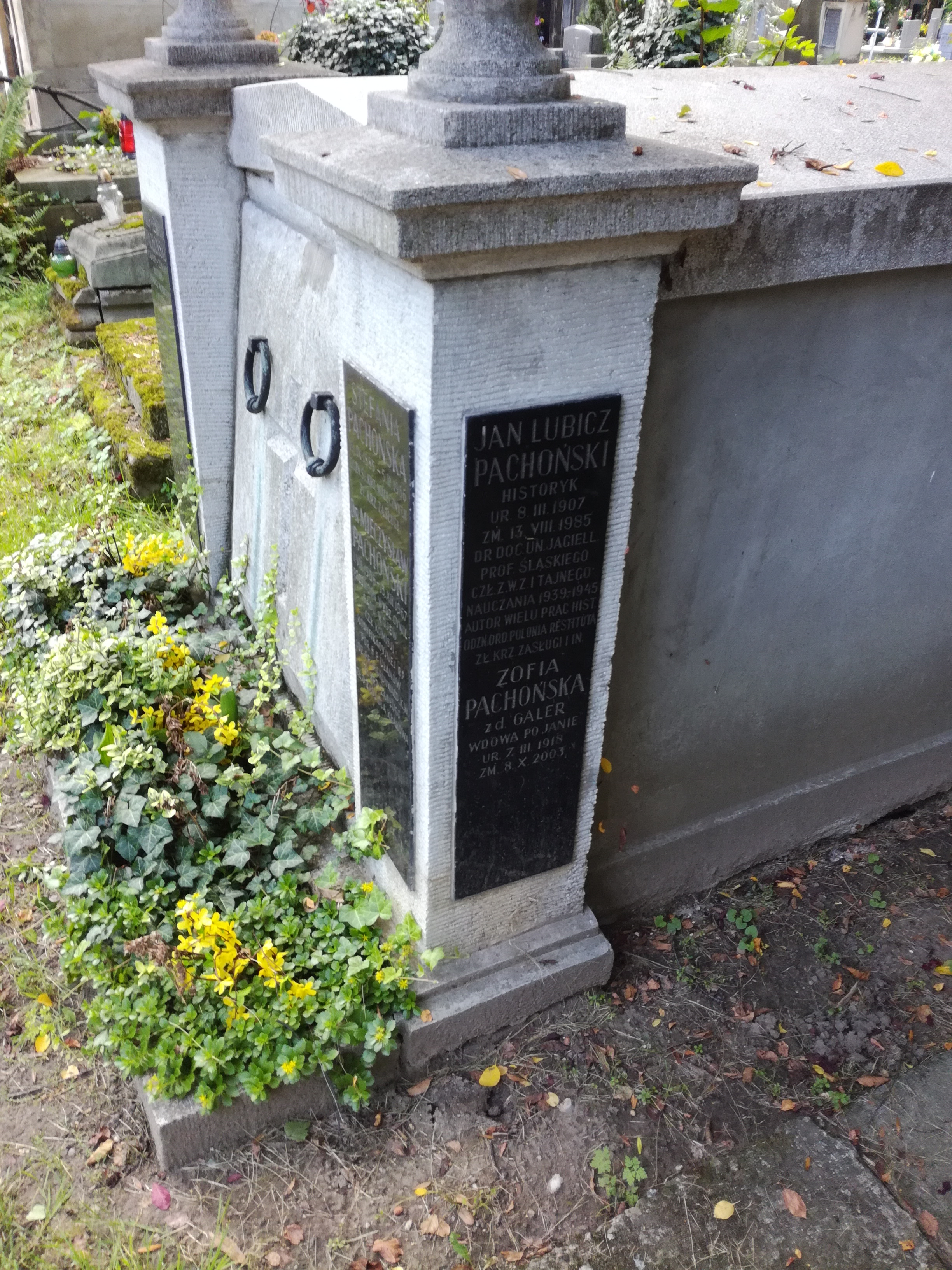
Grób Jana Pachońskiego na cmentarzu Rakowickim w Krakowie

Jan Pachoński, również Lubicz-Pachoński (ur. 8 marca 1907 w Krakowie, zm. 13 sierpnia 1985 tamże) – polski historyk wojskowości XVIII-XIX wieku.

## Życiorys
Absolwent historii na UJ, doktorat – 1931, jego mistrzami byli Władysław Konopczyński i Marian Kukiel. Habilitacja na tajnym UW podczas okupacji. Docent UJ – 1945, od 1962 wykładał na WSP w Katowicach. Profesor nadzwyczajny od 1964. Od 1968 pracował na Uniwersytecie Śląskim w Katowicach, od 1973 profesor zwyczajny. Autor kilkuset prac dotyczących powstania kościuszkowskiego i okresu napoleońskiego. W latach 1968–1985 był członkiem komitetu redakcyjnego pisma "Studia i Materiały do Historii Wojskowości". 
Pochowany na cmentarzu Rakowickim w Krakowie.
Najważniejszym dziełem J. Pachońskiego jest czterotomowa monografia "Legiony Polskie 1794-1807. Prawda i legenda" (wyd. 1969-1979), której uzupełnieniem jest obszerna biografia "Generał Jan Henryk Dąbrowski (1755-1818)" (wyd. 1981).